# Tanaoctenia
Tanaoctenia là một chi bướm đêm thuộc họ Geometridae.